# Shirakaba
Shirakaba-ha (jap. 白樺派 Szkoła Białej Brzozy) – szkoła literacka, założona przez japońskich studentów, publikująca magazyn literacki „Shirakaba” („Biała Brzoza”) od 1910 roku.

## Czynniki kształtujące twórczość autorów
W 1910 roku grupa młodych mężczyzn, studentów, założyła czasopismo „Shirakaba”. Wszyscy oni mieli korzenie szlacheckie bądź arystokratyczne. Byli osobami z tzw. „wyższych sfer”. Pomimo tego, że znacząco różnili się pod względem charakteru oraz gustu literackiego to jednak tym, co ich łączyło była niechęć do naturalizmu. Zaraz obok podziwu dla nowoczesnej sztuki zachodniej, która wpływała na ich sposób wyrażania siebie, niechęć ta stanowiła drugi czynnik, który kształtował zawartość ich dzieł. Co więcej, na ukształtowanie ich twórczości wpłynęli także autorzy, których darzyli szacunkiem, Lew Tołstoj i Maurice Maeterlinck. Jednak nie ze względu na ich dzieła, ale ze względu na ich światopogląd. Od Rosjanina zaczerpnęli ideę humanizmu, a od Belga myśl mówiącą, że ludzkość musi lepiej zrozumieć wartość kondycji ludzkiej.

## Początki
„Shirakaba” w początkowej fazie była nieprofesjonalnym magazynem przeznaczonym do publikowania treści napisanych przez członków grupy. W odróżnieniu od jej liderów, którzy przypisywali wielką wartość czasopismu, Ton Satomi (1888–1983) stwierdził, że do pisania popchnęła go jedynie jakaś niewyraźna chęć spróbowania swoich sił w tej dziedzinie. Czasopismo służyło jako pierwszy pomost dla pisarzy, których dzieła nie zostałyby opublikowane w komercyjnych magazynach przez kilka następnych lat. W dodatku, nie w mniejszym stopniu odgrywało także ważną rolę jako czasopismo o sztuce, przedstawiając Japończykom jej wybitnych przedstawicieli, jak np. Vincent van Gogh. Nacisk na sztukę zachodnią był tak duży, że czasami mogło się wydawać, iż Shirakaba zatraca swój literacki charakter. Co więcej, w odróżnieniu od innych literackich magazynów, „Shirakaba” nie poświęcała zbyt wiele uwagi ówczesnym problemom politycznym i społecznym. Z wyjątkiem Takeo Arishimy, członkowie grupy trzymali się z dala bądź byli nawet wrogo nastawieni do poważnego rozważania zagadnień społecznych.

## Antologia
W roku 1918, kiedy „Shirakaba” była u szczytu swojej popularności, członkowie grupy opublikowali antologię swoich prac. Każdy z nich wybrał opowiadanie bądź wiersz, dzięki któremu chciał być zapamiętany. Celem tej publikacji było zebranie środków na utworzenie muzeum zachodniej sztuki nowoczesnej, którą większość ówczesnych Japończyków znało głównie z reprodukcji. Jednakże plany te nigdy nie zostało zrealizowane, a wydana antologia pozostała tylko świadectwem wysiłku włożonego przez członków ugrupowania w celu rozpropagowania kultury Zachodu poprzez obrazy.

## Nurty literackie
Niezależność myśli pośród członków „Shirakaby” była tak duża, że bez skrępowania wyrażali myśli sprzeczne z opinią większości Japończyków. W przeciwieństwie do naturalistów, którzy zwykle rozczulali się nad sobą i patrzyli na siebie z pogardą, członkowie „Shirakaby” byli dumni z siebie i ze swojej profesji. Shūgo Honda, który przeprowadził dogłębne studia nad pisarzami „Shirakaby”, stwierdził: „Członkowie szkoły „Shirakaba” w większym lub mniejszym stopniu wyrażają niewypowiedzianą pewność siebie, jakoby to czego nie wiedzą było bezużyteczne, a to, czego nie rozumieją było bez znaczenia”. Ich żądza wyrażania siebie w celu uświadomienia sobie swojego wrodzonego potencjału była również w znaczącym kontraście z pisarzami naturalistycznymi, którzy w swoich pracach ukazywali siebie jako niewyraźnych, wręcz przypadkowych obserwatorów i cierpiętników. Członkowie „Shirakaby” nie tylko byli dumni ze swoich prac, ale postrzegali je jako misję zesłaną z nieba.

### Purytanizm
W roku 1913 Saneatsu Mushanokōji (1885–1976) napisał: „Mówiąc szczerze, wszystko wskazuje na to, że urodziłem się pod szczęśliwą gwiazdą, która zrządziła, że będę jedynym w swoim rodzaju, najbardziej interesującym człowiekiem na świecie”. Saneatsu Mushanokōji widział siebie jako geniusza, dziecko przeznaczenia i powieści, które pisał, nawet te nie autobiograficzne są pełne twierdzeń o wadze jego prac. Jego wiara w siebie rozwinęła się wcześnie. Gdy był w szkole Gakushūin nie znał nikogo bardziej godnego podziwu od samego siebie. Nawet zastanawiał się, czy aby nie jest mesjaszem, na którego czekała ludzkość. Mushanokōji reprezentował purytańskie skrzydło „Shirakaby”. Jego pierwsze ważne opowiadanie pt. „Omedetaki hito” (1910) zaczyna się od stwierdzenia „jestem głodny kobiety”. Czytelnik może przypuszczać, że jest to przedstawienie mężczyzny, który jest tak bardzo zawładnięty seksualnymi żądzami, że zaspokoi je gdziekolwiek tylko je znajdzie. Co więcej, twierdzenie to pojawia się kilka razy w całym tekście, tak jakby miało na celu zaakcentować swoją ważność. Jednakże zaraz potem można przeczytać oświadczenie, że od siedmiu lat, od czasu kiedy bohater przeżył swoją pierwszą nieudaną miłość w wieku lat dziewiętnastu, nawet nie zamienił słowa z żadną młodą i piękną kobietą. Później dodaje także, że nigdy nie doświadczył kobiety fizycznie. Aczkolwiek to nie tylko purytanizm trzymał skrzydło Mushanokōjiego z dala od kobiet. Mimo że idealizowali kobiety, widząc w nich wcielenie najwznioślejszych ideałów, to jednak w praktyce patrzyli na nie z góry, jak na istoty gorszej kategorii.

### Hedonizm
Naoya Shiga (1883–1971), bliski przyjaciel Saneatsu Mushanokōjiego, podzielał wiele jego cech, ale był daleki od bycia purytaninem. W swoich pracach opisywał nie tylko seksualne żądze, ale także swój brak umiaru. Zarówno jego hedonizm, jak i purytanizm Mushanokōjiego były punktami, z którymi reszta członków „Shirakaby” się nie zgadzała.

## Filozofia humanizmu
Filozofia humanizmu (jindōshugi) była typowa dla szkoły. Yoshirō Nagayo (1888–1961) w 1917 roku napisał: „Nikt w obecnym społeczeństwie nie jest w pozycji uprawniającej do patrzenia na humanizm z góry. Humanizm musi być respektowany. Straci swoją ważność tylko wtedy, gdy sprawiedliwość (seigi) będzie większą siłą na tym świecie. Humanizm za cel ma sprawiedliwość”. Uwagi Nagayo nie były ani imponujące, ani oryginalne, jednakże powaga z jaką wyraził swoje obawy była charakterystyczna dla pisarzy „Shirakaby”. Saneatsu Mushanokōji nie tylko używał poważnego języka, ale także w codziennym życiu z powagą wdrażał idee humanizmu. Był znany, nawet wśród osób nie interesujących się jego twórczością, z prób stworzenia sprawiedliwej wspólnoty, w której idee równości i wolności mogłyby zostać urzeczywistnione.
Poczynając od Takeo Arishimy na lewej stronie po Saneatsu Mushanokōjiego na prawej, z Naoya Shigą i Yoshirō Nagayo pomiędzy nimi, można znaleźć mnogość poglądów wewnątrz tej grupy. Ich humanizm, ogólnie niezwiązany z żadną szczególną myślą polityczną, przyciągnął wielu pisarzy w okresie, kiedy „Shirakaba” była u szczytu (1910).

## Pisarze ugrupowania
Kilkanaście osób było blisko powiązanych z „Shirakabą”. Naoya Shiga był najbardziej wpływowym pisarzem spośród tej grupy. Jego prace były tak wielbione, że przez niektórych krytyków zwany był „bogiem literatury”. Dzieła Takeo Arishimy przez długi czas były lekceważone, być może z powodu jego poglądów politycznych, które były nie do zaakceptowania przez nacjonalistycznych Japończyków lat trzydziestych i czterdziestych. Jednakże później odkryto je na nowo i ich miejsce we współczesnej literaturze zdaje się być niezagrożone. Saneatsu Mushanokōji jako człowiek był ceniony i utrzymał swoją popularność wśród najgorliwszych licealistów nawet po 1945 roku. Aczkolwiek szerszej znany był głównie z charakterystycznych szkiców warzyw. Yoshirō Nagayo został zapamiętany jako autor jednej bądź dwóch powieści. Z kolei dwóch poetów, szczególnie powiązanych z ugrupowaniem, pisarz tanka Toshiharu Kinoshita i poeta shintai-shi (poezja nowego stylu) Motomaro Senge zajmują pomniejsze miejsca w historii współczesnej poezji japońskiej. Ton Satomi i Torahiko Kōri, założyciele ugrupowania „Shirakaba”, ostatecznie odeszli od jego ideałów. Muneyoshi Yanagi został wybitnym autorytetem japońskiej sztuki ludowej. Reszta członków została zapomniana.